# اسپندار ستونی
اسپندار ستونی (نام علمی: Cereus hildmannianus) نام یک گونه از سرده اسپندارها است.